# قائمة أنواع الشعير
هناك 42 أسماً مقبولاً لأنواع نبات الشعير. في ما يلي قائمة ببعض هذه الأسماء:
- شعير أريزوني (الاسم العلمي:  Hordeum arizonicum)
- شعير إنكليزي (الاسم العلمي:  Hordeum anglicum)
- شعير بصيلي (الاسم العلمي:  Hordeum bulbosum)
- شعير بوغداني (الاسم العلمي:  Hordeum bogdanii)
- شعير داكن (الاسم العلمي:  Hordeum fuscum)
- شعير ديدجني (الاسم العلمي:  Hordeum dedegenii)
- شعير كاليفورني (الاسم العلمي:  Hordeum californicum)
- شعير رأس الرجاء (الاسم العلمي:  Hordeum capense)
- شعير راكع (الاسم العلمي: Hordeum geniculatum)
- شعير زغبي (الاسم العلمي:  Hordeum comosum)
- شعير شيلي (الاسم العلمي:  Hordeum chilense)
- شعير عاري (الاسم العلمي:  Hordeum apertum)
- شعير قرطبي (الاسم العلمي:  Hordeum cordobense)
- شعير قرن الماعز (الاسم العلمي:  Hordeum aegiceras)
- شعير قصير الأسدية (الاسم العلمي:  Hordeum brachyantherum)
- شعير قصير السفاة (الاسم العلمي:  Hordeum brachyatherum)
- شعير متعرج (الاسم العلمي:  Hordeum flexuosum)
- شعير مخرزي قصير (الاسم العلمي:  Hordeum brevisubulatum)
- شعير مضغوط (الاسم العلمي:  Hordeum depressum)
- شعير مفلطح (الاسم العلمي:  Hordeum complanatum)
- شعير منتصب الأوراق (الاسم العلمي:  Hordeum erectifolium)
- شعير فيوغياني (الاسم العلمي:  Hordeum fuegianum)
- شعير مخرزي غريفي (الاسم العلمي:  Hordeum grevisubulatum)
- شعير غواتيمالي (الاسم العلمي:  Hordeum guatemalense)
- شعير محب للملح (الاسم العلمي:  Hordeum halophilum)
- شعير ذو لبدة (الاسم العلمي:  Hordeum jubatum)
- شعير بحري (الاسم العلمي:  Hordeum marinum)
- شعير مونتانا (الاسم العلمي:  Hordeum montanense)
- شعير الحائط (الاسم العلمي:  Hordeum murinum)
- شعير كليل (الاسم العلمي:  Hordeum muticum)
- شعير متدلي (الاسم العلمي:  Hordeum nutans)
- شعير بارودي (الاسم العلمي:  Hordeum parodii)
- شعير باتاغوني (الاسم العلمي:  Hordeum patagonicum)
- شعير بيروفاني (الاسم العلمي:  Hordeum peruersum)
- شعير أعوج (الاسم العلمي:  Hordeum perversum)
- شعير مرتفع (الاسم العلمي:  Hordeum procerum)
- شعير ناعم الزهر (الاسم العلمي:  Hordeum pubiflorum)
- شعير بنفسجي (الاسم العلمي:  Hordeum purpurascens)
- شعير دقيق (الاسم العلمي:  Hordeum pusillum)
- شعير روشفتزي (الاسم العلمي:  Hordeum roshevitzii)
- شعير شيلمي (الاسم العلمي:  Hordeum secalinum)
- شعير عفوي (الاسم العلمي:  Hordeum spontaneum)
- شعير قصير السنبلة (الاسم العلمي:  Hordeum stenostachys)
- شعير رباعي الصبغة (الاسم العلمي:  Hordeum tetraploidum)
- شعير شائع (الاسم العلمي:  Hordeum vulgare)